# سورفسید بیچ (تگزاس)
سورفسید بیچ، تگزاس (به انگلیسی: Surfside Beach, Texas) یک شهر در ایالات متحده آمریکا با جمعیت ۷۶۳ نفر است که در تگزاس واقع شده‌است.

## موقعیت جغرافیایی
موقعیت جغرافیایی شهرها و مناطق اطراف به شرح زیر است: